# Берізки (Роменський район)
Берізки́ — село Недригайлівського району Сумської області (Україна). Входить до складу Недригайлівської селищної громади. До 2020 року належало до Засульської сільської ради.
З 1990-х рр. в селі немає жодного жителя.

## Географія
Село Берізки знаходиться між селами Баба і Клин (1,5 км). До селі примикає лісовий масив урочище Коренський (дуб, липа). По селу протікає пересихаючий струмок з загатою. Поруч проходить автомобільна дорога Т 1917.

## Історія
12 червня 2020 року, відповідно до розпорядження Кабінету Міністрів України № 723-р «Про визначення адміністративних центрів та затвердження територій територіальних громад Сумської області», село увійшло до складу Недригайлівської селищної громади.
19 липня 2020 року, в результаті адміністративно-територіальної реформи та ліквідації Недригайлівського району, село увійшло до складу новоутвореного  Роменського району.

## Населення

### Мова
Розподіл населення за рідною мовою за даними перепису 2001 року:
| Мова       | Кількість | Відсоток |
| ---------- | --------- | -------- |
| українська | 12        | 100%     |